# Berta Ambrož
Berta Ambrož (Kranj, 29 ottobre 1944 – Lubiana, 1º luglio 2003) è stata una cantante slovena.
Ha partecipato all'Eurovision Song Contest 1966 con il brano Brez Besed, in rappresentanza della Jugoslavia, classificandosi al settimo posto.